# Nososticta irene
Nososticta irene – gatunek ważki z rodziny pióronogowatych (Platycnemididae).